# SHA-1
SHA (Secure Hash Algorithm) – rodzina powiązanych ze sobą kryptograficznych funkcji skrótu zaprojektowanych przez NSA (National Security Agency) i publikowanych przez National Institute of Standards and Technology.
Pierwszy z nich opublikowany w 1993 oficjalnie nazwany SHA (nieoficjalnie, żeby nie pomylić z następcami określany jako SHA-0).
SHA-1 opublikowany został w 1995 i całkowicie zastąpił wycofany (ze względu na nieujawnione oficjalnie wady) z użytku SHA-0. SHA-0 i SHA-1 tworzą 160-bitowy skrót z wiadomości o maksymalnym rozmiarze 264 bitów i jest oparty na podobnych zasadach co MD5. Algorytm SHA-1 nie powinien być używany w nowych aplikacjach.
W 2001 powstały cztery następne warianty określane jako SHA-2 (SHA-224, SHA-256, SHA-384, SHA-512).
Podstawowym celem publikacji SHA był amerykański Standard Podpisu Cyfrowego (Digital Signature Standard). SHA jest podstawą szyfru blokowego SHACAL.
W 2009 NIST przeprowadził publiczny konkurs na następcę dotychczasowych funkcji skrótu w duchu podobnym do procesu wyłaniania algorytmu szyfrującego AES. Zostało zgłoszonych kilkadziesiąt kandydatur, które zostały rygorystycznie ocenione. Zwycięski algorytm wyłoniony w 2012 nosi miano SHA-3.

## Porównanie funkcji SHA
| Algorytm | Algorytm    | Rozmiar skrótu (bity) | Rozmiar stanu (bity) | Rozmiar bloku (bity) | Maks. rozmiar danych (bity) | Rozmiar słowa (bity) | Liczba kroków | Operacje               | Znalezione kolizje |
| -------- | ----------- | --------------------- | -------------------- | -------------------- | --------------------------- | -------------------- | ------------- | ---------------------- | ------------------ |
| SHA-0    | SHA-0       | 160                   | 160                  | 512                  | 264 – 1                     | 32                   | 80            | +,and,or,xor, rot      | Tak                |
| SHA-1    | SHA-1       | 160                   | 160                  | 512                  | 264 – 1                     | 32                   | 80            | +,and,or,xor, rot      | Tak (251)          |
| SHA-2    | SHA-256/224 | 256/224               | 256                  | 512                  | 264 – 1                     | 32                   | 64            | +,and,or,xor, shr, rot | Nie                |
| SHA-2    | SHA-512/384 | 512/384               | 512                  | 1024                 | 2128 – 1                    | 64                   | 80            | +,and,or,xor, shr, rot | Nie                |

## Pseudokod
```
Wartości początkowe:

h0 := 0x67452301
h1 := 0xEFCDAB89
h2 := 0x98BADCFE
h3 := 0x10325476
h4 := 0xC3D2E1F0

Przetwarzanie wstępne:

dopisz '1' do wiadomości;
dopisz k '0', gdzie 0 ⩽ k < 512 jest liczbą taką, że wynikowa długość wiadomości jest 
kongruentna
 do 448 modulo 512;
dopisz długość wiadomości w bitach (przed wypełnieniem) jako 64-bitową liczbę całkowitą zakodowaną 
big endian
.

Przetwarzaj wiadomość 512-bitowymi porcjami:

podziel wiadomość na 512-bitowe porcje

 for (każda porcja)
 podziel porcję na 16 32-bitowych słów kodowanych big-endian w(i), 0 ⩽ i ⩽ 15

 
Rozszerz 16 32-bitowych słów w 80 32-bitowych słów:

 for i from 16 to 79
  w(i) := (w(i-3) 
xor
 w(i-8) 
xor
 w(i-14) 
xor
 w(i-16)) <<< 1

 
Zainicjuj zmienne dla tej porcji:

 a := h0
 b := h1
 c := h2
 d := h3
 e := h4

 
Główna pętla:

 for i from 0 to 79
  if 0  i ⩽ 19 then
   f := (b 
and
 c) or ((not b) 
and
 d)
   k := 0x5A827999
  else if 20 ⩽ i ⩽ 39
   f := b 
xor
 c 
xor
 d
   k := 0x6ED9EBA1
  else if 40 ⩽ i ⩽ 59
   f := (b 
and
 c) or (b 
and
 d) or (c 
and
 d)
   k := 0x8F1BBCDC
  else if 60 ⩽ i ⩽ 79
   f := b 
xor
 c 
xor
 d
   k := 0xCA62C1D6

  temp := (a 
<<<
 5) + f + e + k + w(i)
  e := d
  d := c
  c := b 
<<<
 30
  b := a
  a := temp

 
Dodaj skrót tej porcji do dotychczasowego wyniku:

 h0 := h0 + a
 h1 := h1 + b
 h2 := h2 + c
 h3 := h3 + d
 h4 := h4 + e

Wytwórz ostateczną wartość skrótu (zakodowaną big-endian):

skrót = h0 
dopisz
 h1 
dopisz
 h2 
dopisz
 h3 
dopisz
 h4
```

Jedyna różnica pomiędzy algorytmami SHA-0 i SHA-1 występuje w drugim kroku algorytmu i polega na nieobecności w SHA-0 1-bitowego przesunięcia (obrotu), tzn.:
```
   SHA-1:
       w(i) := (w(i-3) 
xor
 w(i-8) 
xor
 w(i-14) 
xor
 w(i-16)) <<< 1
```

```
   SHA-0:
       w(i) := (w(i-3) 
xor
 w(i-8) 
xor
 w(i-14) 
xor
 w(i-16))
```

## Ataki
W 2004 zgłoszono udane ataki na funkcje skrótu mające strukturę podobną do SHA-1, co podniosło kwestię długotrwałego bezpieczeństwa SHA-1. 
Pomiędzy rokiem 2005 a 2008 opublikowano szereg ataków zarówno na uproszczoną wersję SHA-1, jak i na pełną. Najlepszy z tych ataków wymaga jedynie około 263 operacji funkcji kompresującej (w porównaniu do 280 metodą brute-force).
NIST ogłosił, że do 2010 zaprzestanie stosowania SHA-1 na rzecz różnych wariantów SHA-2.
W 2017 Google wraz z Centrum Wiskunde & Informatica ogłosiło, że przeprowadziło praktyczny atak, generując dwa różne pliki PDF o tym samym skrócie SHA-1